# Grammorhoe latirupta
Grammorhoe latirupta là một loài bướm đêm trong họ Geometridae.